# Nørre Jernløse
Nørre Jernløse er en by ved Regstrup og i Jernløse i Holbæk Kommune med 344 indbyggere  (2025), 11 km fra Holbæk og Kvanløse. Nørre Jernløse ligger i Nørre Jernløse Sogn og Sønder Jernløse Sogn.
I byen ligger Skovvejens Skole, Nørre Jernløse Kirke, Nørre Jernløse Mølle og det gamle Jernløse Rådhus. Byen er også hjemsted for en genbrugsplads og et vandværk.
- Nørre Jernløse Kirke
- Nørre Jernløse Mølle
- Jernløse Kommunes rådhus